# Dzemul
Dzemul (del maya: Tseʼ múul ‘Lugar del cerro devastado o imponente’) es un pequeño pueblo cabecera del municipio homónimo en la región IV litoral centro. Se encuentra a 50 km de la ciudad de Mérida, capital del Estado de Yucatán, México.

## Clima
La región donde se localiza es cálida-semiseca con lluvias en verano. Tiene una temperatura media anual de 26,3 °C y una precipitación pluvial media anual de 1200 milímetros. Los vientos dominantes provienen en dirección noroeste. Humedad relativa promedio anual: marzo 66 % - diciembre 89 %.

## Religión
Al año 2000, de acuerdo al censo efectuado por el INEGI, la población de 5 años y más, que es católica asciende a 2787 habitantes, mientras que los no católicos en el mismo rango de edades suman 76 habitantes.

## Galería

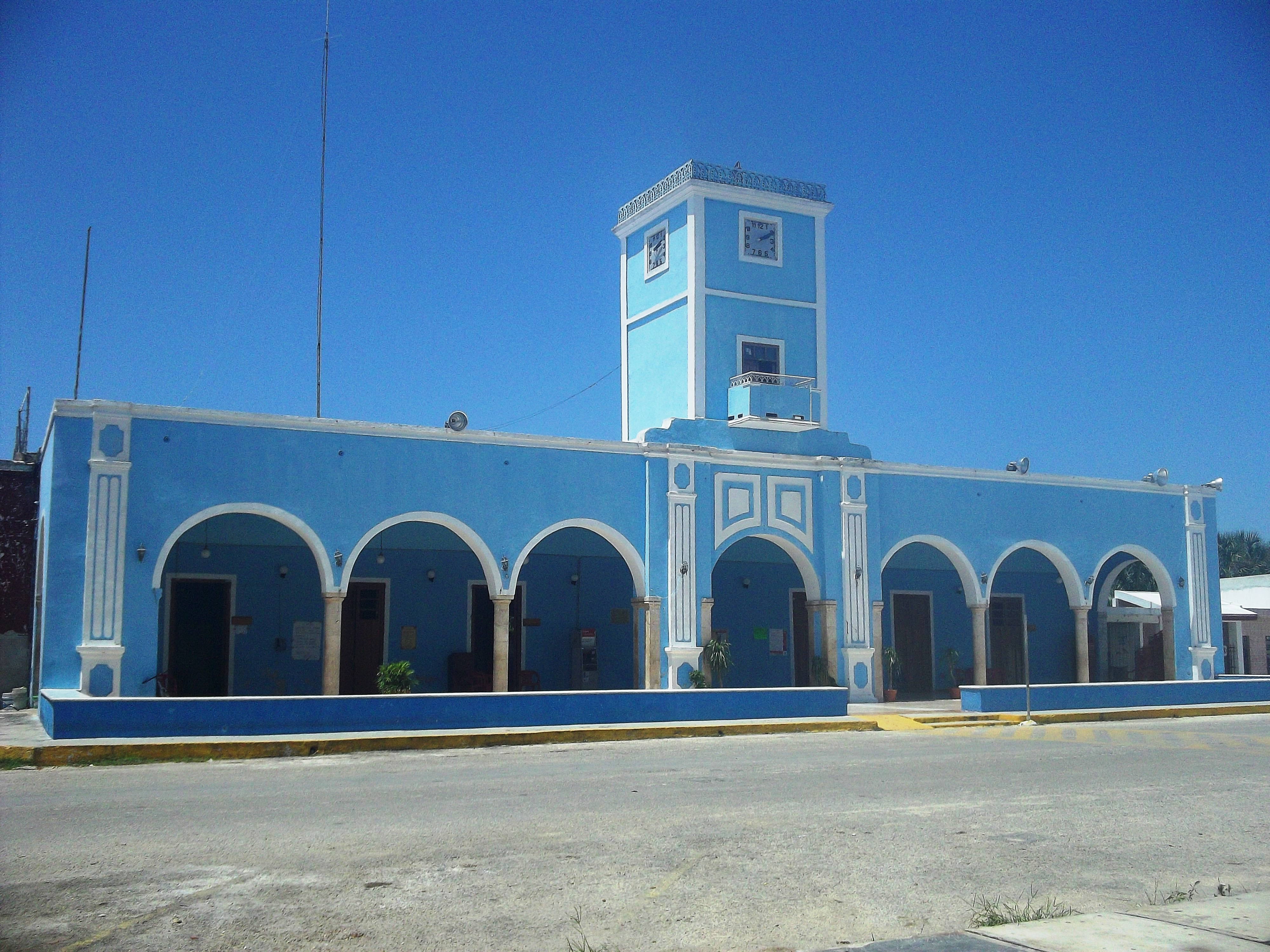
Palacio municipal de Dzemul.
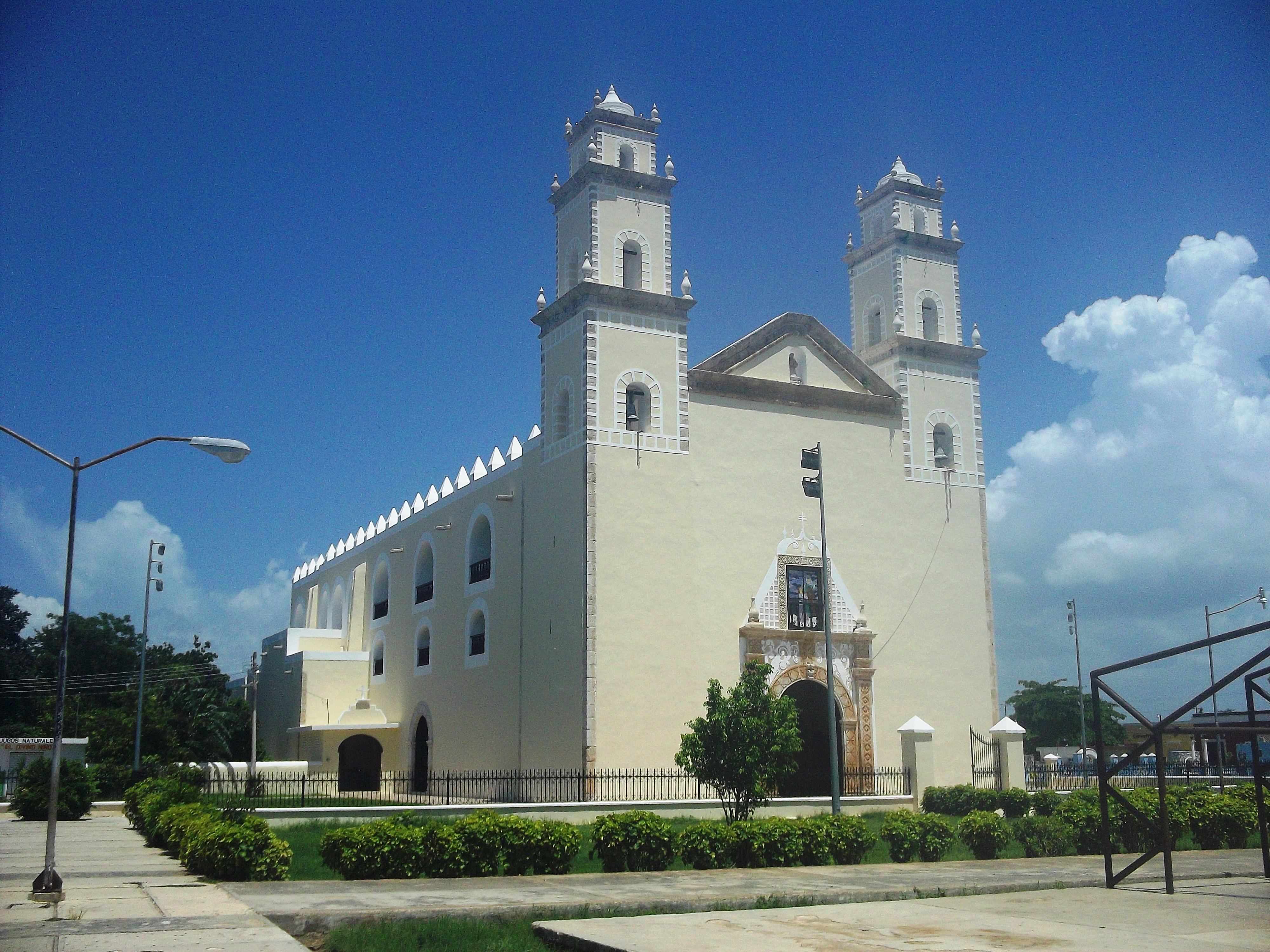
Iglesia principal de Dzemul.
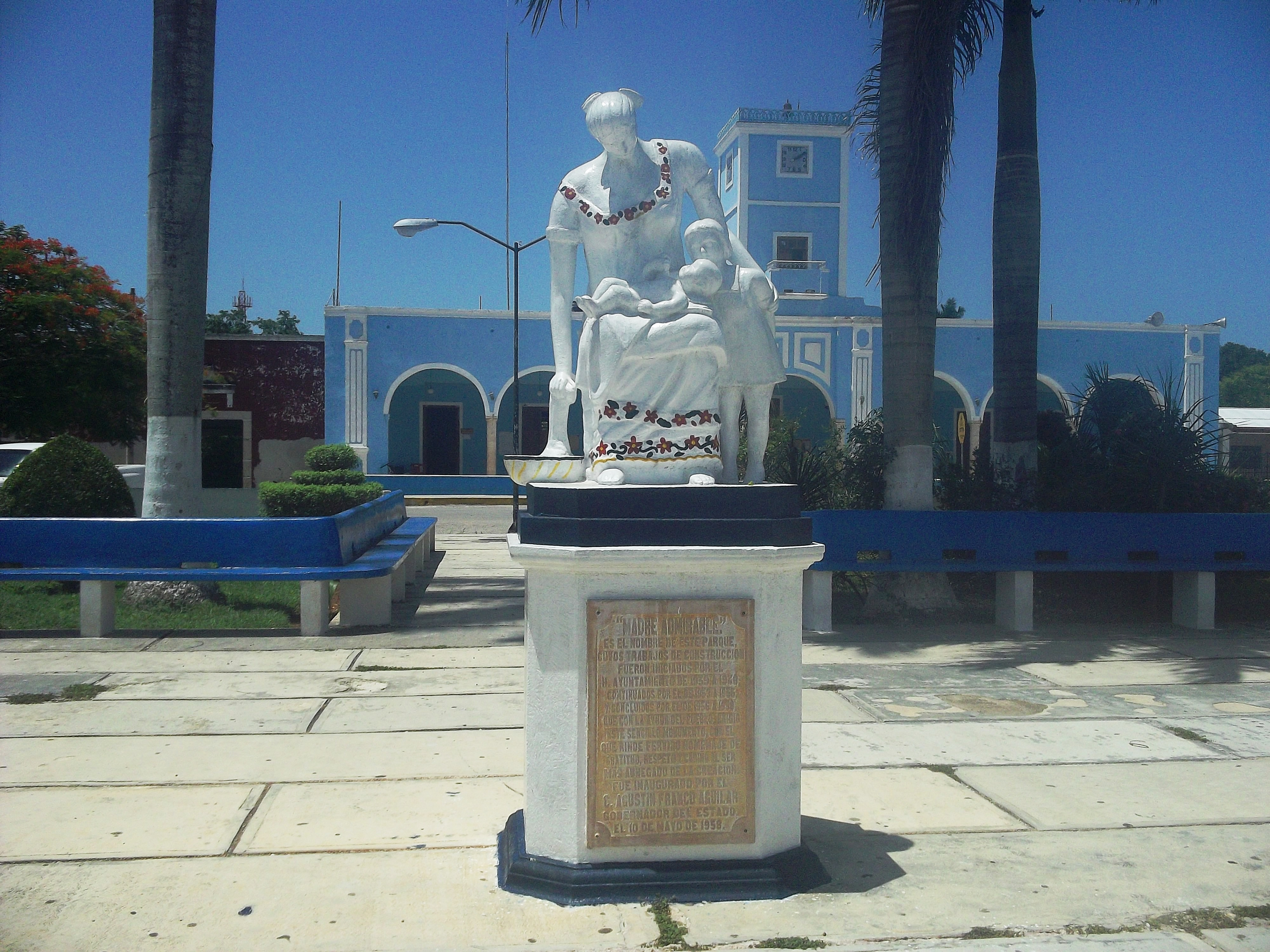
Parque principal de Dzemul.
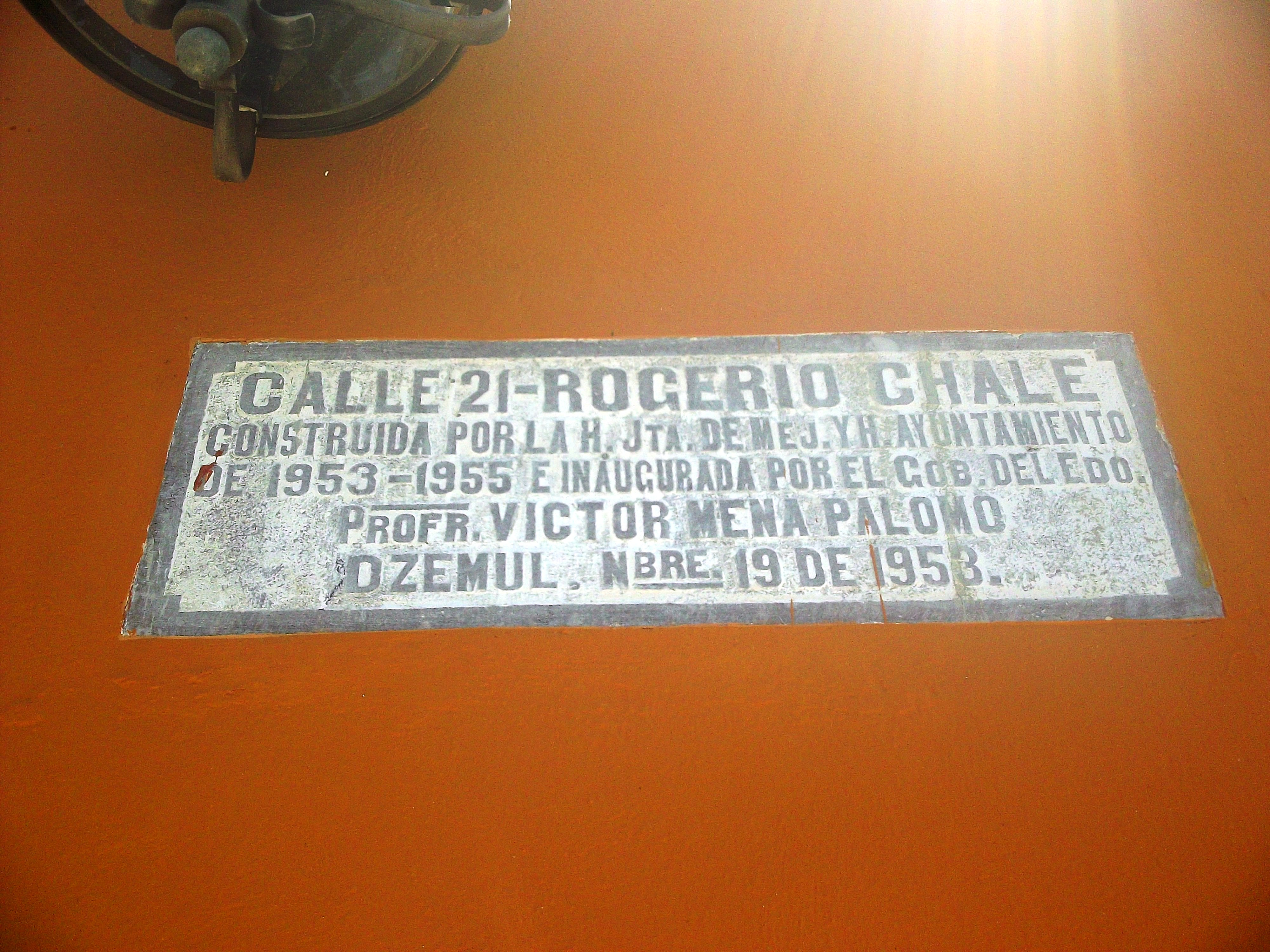
Calle de Dzemul.
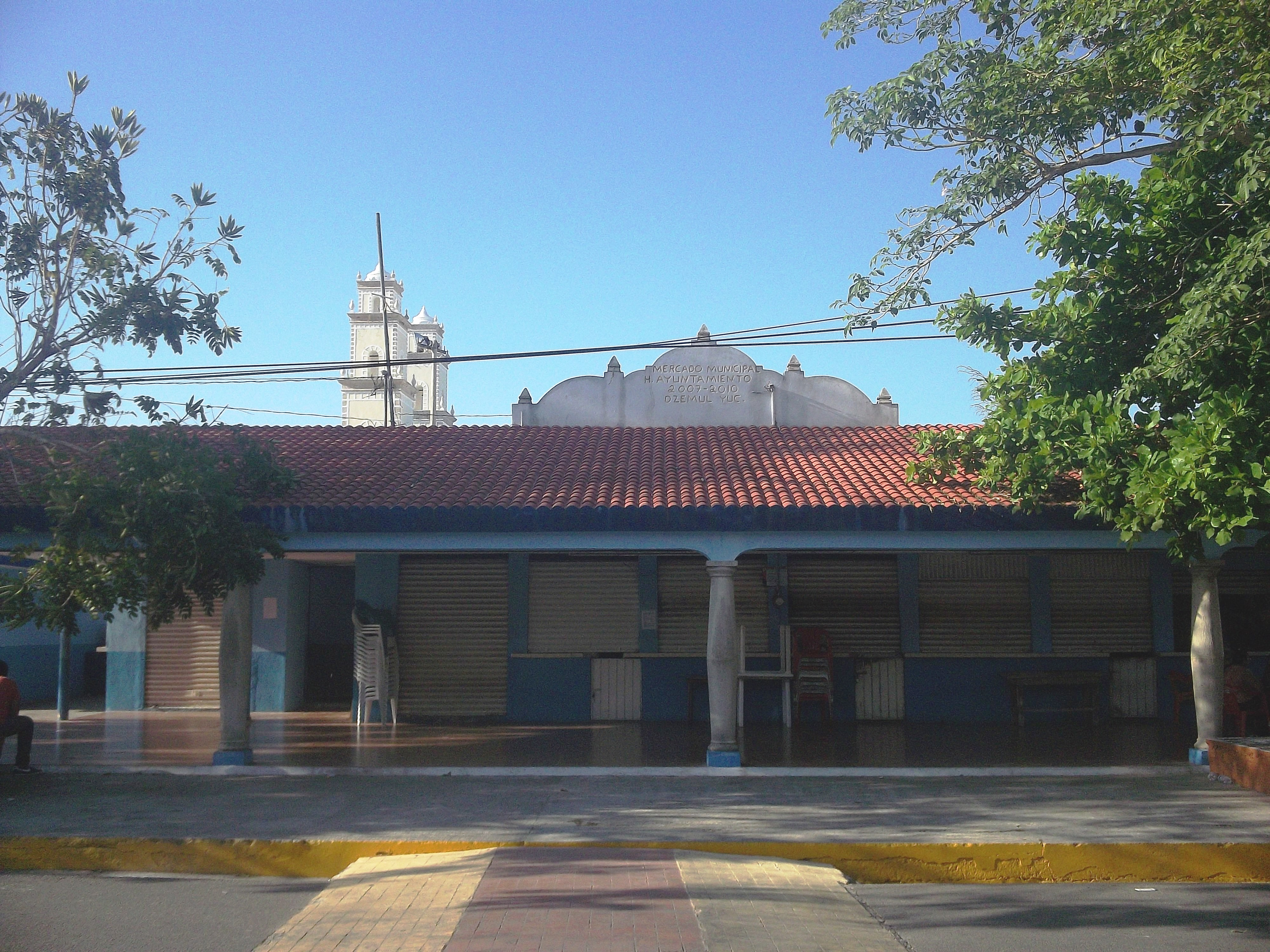
Mercado municipal de Dzemul.